# Liste der Biografien/Clu
Liste der Biografien |
Portal Biografien |
Personensuche
# |
A |
B |
C |
D |
E |
F |
G |
H |
I |
J |
K |
L |
M |
N |
O |
P |
Q |
R |
S |
T |
U |
V |
W |
X |
Y |
Z |
?
 
Ca |
Cb |
Cc |
Ce |
Ch |
Ci |
Cj |
Ck |
Cl |
Cm |
Cn |
Co |
Cr |
Cs |
Ct |
Cu |
Cv |
Cw |
Cy |
Cz
 
Cla |
Cle |
Cli |
Clo |
Clu |
Clw |
Cly
Die Liste der Biografien führt alle Personen auf, die in der deutschsprachigen Wikipedia einen Artikel haben. Dieses ist eine Teilliste mit 83 Einträgen von Personen, deren Namen mit den Buchstaben „Clu“ beginnt.

## Clu

### Clua
- Clua, Rossend Marsol (1922–2006), andorranischer Journalist und Schriftsteller

### Club
- Clubb, Henry Stephen (1827–1921), amerikanischer Abolitionist, Swedenborgianer, Staatssenator von Pennsylvania, Präsident der Vegetarian Society of America, Journalist und Buchautor
- Clube, Victor (* 1934), englischer Astronom
- Clubwala Jadhav, Mary (1909–1975), indische Philanthropin

### Cluc
- Clucas, Dan (* 1966), US-amerikanischer Jazzmusiker (Kornett)
- Cluck, Diane, US-amerikanische Singer-Songwriterin, Komponistin und Gitarristin
- Cluck, Robert (* 1939), US-amerikanischer Politiker, Bürgermeister von Arlington

### Clud
- Cludius, Andreas (1555–1624), deutscher Rechtswissenschaftler
- Cludius, Hermann Heimart (1754–1835), deutscher protestantischer Pfarrer und Obstzüchter
- Cludius, Johann Thomas (1585–1642), deutscher Jurist und Hochschullehrer
- Cludius, Ottomar (1850–1910), deutscher Philologe
- Cludts, Joseph (* 1896), belgischer Schwimmer und Wasserballspieler

### Clue
- Cluentia, Gattin des Aulus Aurius Melinus
- Cluentia, Gattin des Statius Albius Oppianicus
- Cluentius Habitus, Aulus, römischer Offizier (Kaiserzeit)
- Cluentius, Lucius († 89 v. Chr.), Führer der Italiker
- Cluer, John († 1728), englischer Musikdrucker und Verleger
- Cluer, Sebastian, kanadischer Filmregisseur und Schriftsteller
- Clueso (* 1980), deutscher Sänger und RapperClueso (* 1980)

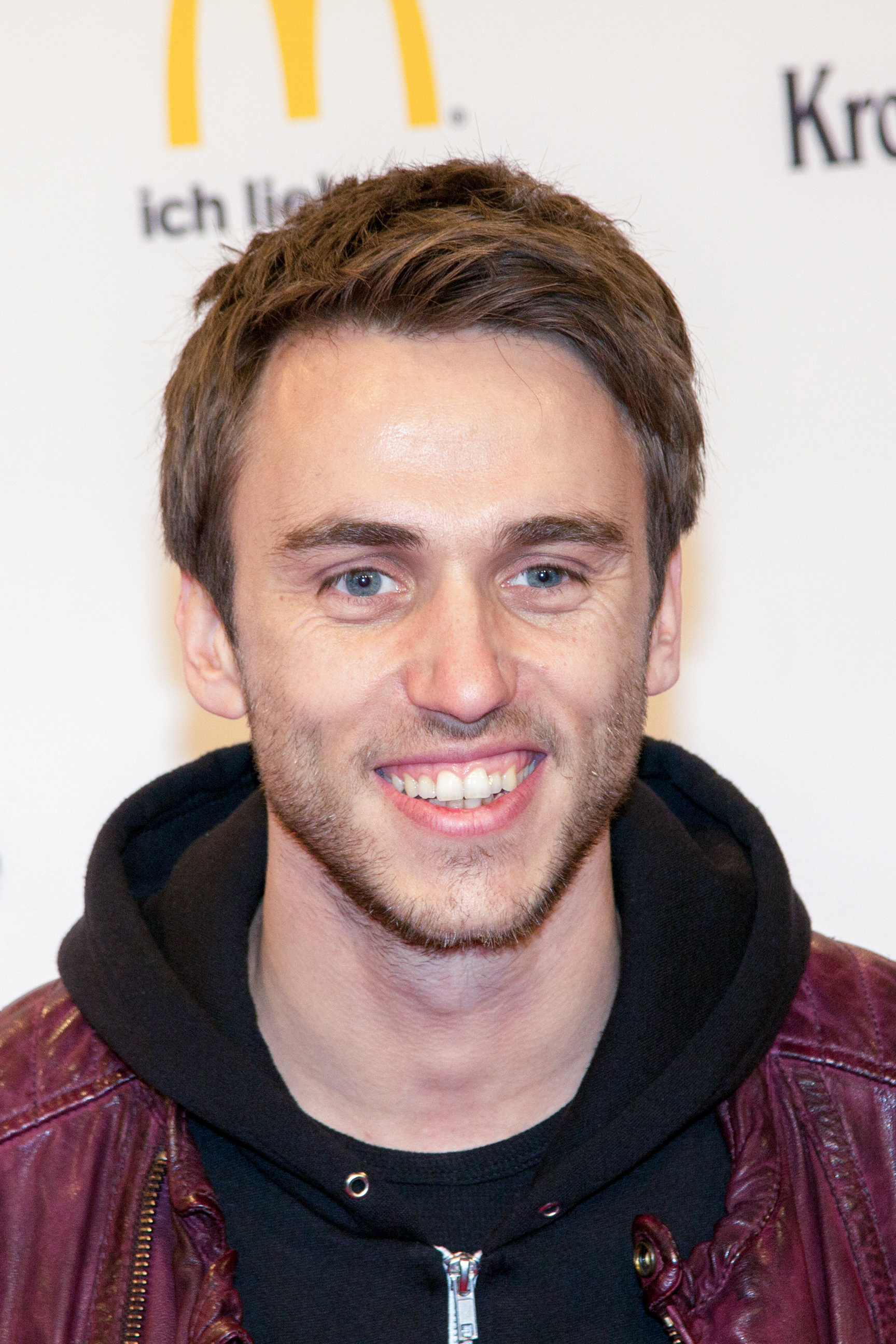
Clueso (* 1980)

- Cluett, E. Harold (1874–1954), US-amerikanischer Politiker

### Cluf
- Clufetos, Tommy (* 1979), US-amerikanischer Schlagzeuger

### Clug
- Clug, Edward (* 1973), rumänischer Choreograf
- Clugnet, James (* 1996), britischer Skilangläufer
- Clugny, Ferry de († 1483), Staatsmann und Geistlicher
- Clugny, Guillaume de († 1481), Bischof von Évreux und Poitiers
- Clugston, Chynna (* 1975), US-amerikanische Comicautorin

### Cluk
- Clukey, Julia (* 1985), US-amerikanische Rennrodlerin

### Clul
- Clulow, Carlos Alberto († 1969), uruguayischer Diplomat und Schriftsteller

### Clun
- Clunas, Charles (1894–1916), schottischer Fußballspieler
- Clunas, Lila (1876–1968), schottisch-britische Lehrerin, Suffragette und Stadträtin
- Clune, Deirdre (* 1959), irische Politikerin, MdEP
- Clune, Richard (* 1987), kanadischer Eishockeyspieler und -trainer
- Clune, Robert Bell (1920–2007), römisch-katholischer Weihbischof in Toronto
- Clunes, Martin (* 1961), britischer SchauspielerMartin Clunes (* 1961)

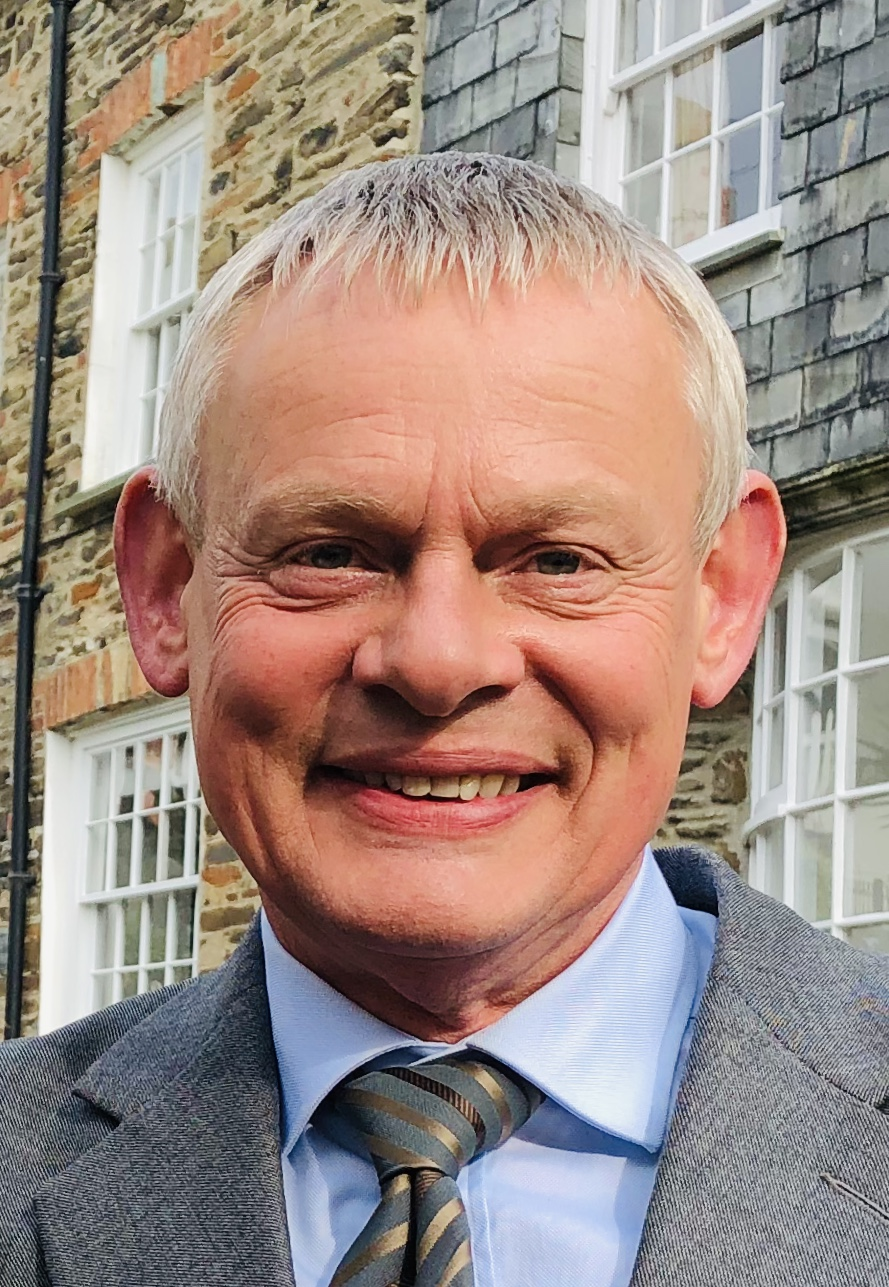
Martin Clunes (* 1961)

- Clunie, Jim (1933–2003), schottischer Fußballspieler und -trainer
- Clunie, Michelle (* 1969), US-amerikanische Schauspielerin
- Clunie, Thomas J. (1852–1903), US-amerikanischer Politiker
- Clunies-Ross, John (1786–1854), schottischer Schiffskapitän und König der Kokosinseln
- Clunis, Nayoka (* 1995), jamaikanische Leichtathletin
- Clunn, Tony (1946–2014), britischer Major und Hobbyarchäologe
- Cluny, Geneviève (* 1928), französische Schauspielerin

### Clus
- Cluse, Christoph (* 1964), deutscher Mediävist
- Cluseret, Gustave Paul (1823–1900), französischer Offizier und Mitglied der Pariser Kommune
- Clusius, Klaus (1903–1963), deutscher Physikochemiker und Tieftemperaturphysiker
- Cluskey, Frank (1930–1989), irischer Politiker, MdEP
- Cluskey, James (* 1986), irischer Tennisspieler
- Cluskey, Michael Walsh (1832–1873), US-amerikanischer Politiker und Offizier in der Konföderiertenarmee
- Cluss, Adolf (1825–1905), deutsch-amerikanischer Architekt, Mitglied im Bund der Gerechten bzw. im Bund der Kommunisten
- Cluss, Adolf (1862–1930), deutscher Agrarchemiker und Brauwissenschaftler
- Clüsserath, August (1899–1966), deutscher Maler und Grafiker

### Clut
- Clut, Isidore (1832–1903), französischer Ordensgeistlicher, römisch-katholischer Weihbischof in Athabasca Mackenzie
- Clute, John (* 1940), kanadischer Literaturkritiker und Publizist im Bereich der Science-Fiction und Fantasy
- Clute, Rainer (* 1947), deutscher Hörspielregisseur und Übersetzer
- Clute, Sidney (1916–1985), US-amerikanischer Schauspieler
- Clute-Simon, Hubert (1955–2015), deutscher Fußballspieler
- Cluto, Johannes († 1658), deutscher Universitätsdozent und Ratsherr
- Clutorius Priscus († 21), römischer Ritter und Dichter
- Clutter, Herbert W. (1911–1959), US-amerikanisches Mordopfer
- Clutterbuck, Alexander (1897–1975), britischer Diplomat und Regierungsbeamter
- Clutterbuck, Cal (* 1987), kanadischer Eishockeyspieler
- Clutterbuck, Stephanie (* 1994), britische Triathletin
- Clutton, George Lisle (1909–1970), britischer Botschafter
- Clutton, Henry Hugh (1850–1909), englischer Chirurg
- Clutton, Rob (* 1966), kanadischer Jazz- und Improvisationsmusiker (Kontrabass, Komposition)
- Clutton-Brock, Juliet (1933–2015), britische Archäozoologin
- Clutton-Brock, Timothy (* 1946), britischer Zoologe

### Cluv
- Clüver Ashbrook, Cathryn (* 1976), deutsch-amerikanische Politologin
- Clüver, Bernd (1948–2011), deutscher Schlagersänger
- Clüver, Detlev († 1708), deutscher Mathematiker, Astronom und Philosoph
- Clüver, Johannes (1593–1633), deutscher Theologe, Pastor und Historiker
- Clüver, Philipp (1580–1622), deutscher Geograph
- Cluvius Maximus Paulinus, Publius, römischer Suffektkonsul 152
- Cluvius Rufus, römischer Historiker und Politiker

### Cluy
- Cluysenaar, Alfred (1837–1902), belgischer Künstler
- Cluysenaar, André (1872–1939), belgischer Maler
- Cluysenaar, Jean-Pierre (1811–1880), Architekt des Eklektizismus
- Cluysenaar, John (1899–1986), belgischer Künstler
- Cluyt, Outgert (1578–1636), niederländischer Arzt, Botaniker und Entomologe
- Cluytens, André (1905–1967), belgisch-französischer Dirigent

### Cluz
- Cluzeau Mortet, Luis (1889–1957), uruguayischer Komponist und Bratschist
- Cluzel, Jules (* 1988), französischer Motorradrennfahrer
- Cluzel, Sophie (* 1961), französische Aktivistin und Politikerin
- Cluzet, François (* 1955), französischer SchauspielerFrançois Cluzet (* 1955)

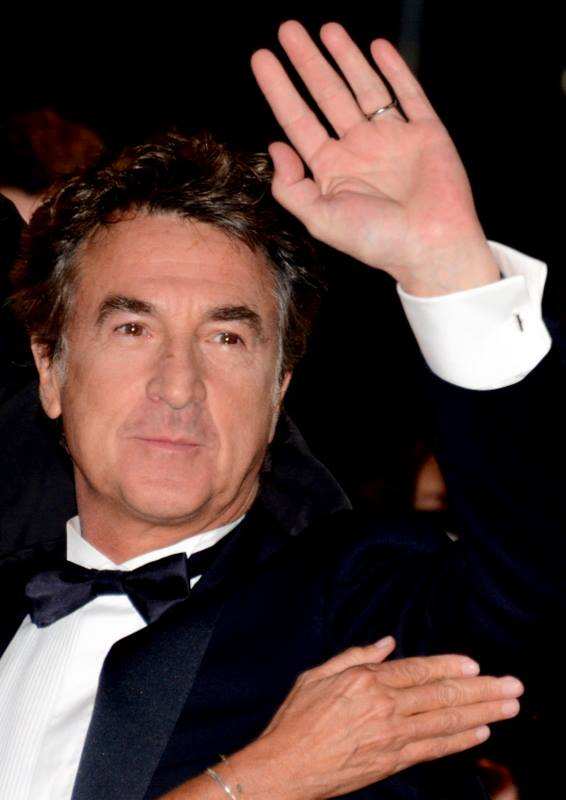
François Cluzet (* 1955)